# I Mean
I Mean è il settimo EP della boy band sudcoreana BtoB, pubblicato nel 2015.

## Tracce
1. Last Day – 3:38
2. Way Back Home (집으로 가는 길) – 4:01
3. Heart Attack (심장어택) – 4:05
4. Neverland (featuring G.NA) – 3:44
5. All Are Wolves Except Me (나 빼고 다 늑대) – 3:50
6. I'll Be Here (여기 있을게) – 4:42